# 莫济里
莫济里（羅馬化：Mazyr，發音：[maˈzɨr]，羅馬化：Mozyr'，發音：[ˈmozɨrʲ]）是位于白俄罗斯南部戈梅利州普里皮亚季河畔的一座城市，人口104,517（2024年）。境內有煉油廠，當地有有轨电车以及輸油管道。